# Christian de Hanovre
Christian Oscar Ernest Auguste Guillaume Victor Georges Henri de Hanovre (en allemand : Christian von Hannover), prince de Hanovre et de Brunswick, est né le 1er septembre 1919 à Gmunden, en Autriche, et mort le 10 décembre 1981 à Lausanne, en Suisse. Membre de la dynastie anglo-allemande des Hanovre, il conclut une union morganatique en 1963, ce qui divise durablement sa famille et provoque un énorme scandale en Allemagne.

## Famille
Le prince Christian est le troisième fils du duc souverain Ernest-Auguste III de Brunswick (1887-1953) et de son épouse la princesse Victoria-Louise de Prusse et d'Allemagne (1892-1980). À travers son père, Georges-Guillaume a donc la particularité généalogique d'être l'arrière-petit-fils du roi Christian IX de Danemark (1818-1906), surnommé « le beau-père de l'Europe », tandis qu'à travers sa mère il descend de la reine Victoria Ire du Royaume-Uni (1819-1901), surnommée « la grand-mère de l'Europe ».
Le 23 novembre 1963, Christian épouse morganatiquement à Salzbourg, en Autriche, la roturière Mireille Dutry (1946), elle-même fille d'Armand Dutry, industriel belge, et de Tinou Soinne. Du mariage de Christian et de Mireille naissent 2 filles :
- Caroline-Louise de Hanovre (1965) ;
- Mireille de Hanovre (1971).

## Biographie
Enrôlé dans la Wehrmacht pendant la Deuxième Guerre mondiale, le prince Christian combat dans la Luftwaffe. 
Après la guerre, il délaisse l'armée pour le monde du commerce, ce qui l'amène à installer sa résidence dans différents pays. En 1951, il vit ainsi à Port Elizabeth, en Afrique du Sud. En 1963, il est nommé directeur de la Metallbauwarke Welf, une entreprise métallurgique qui appartient à sa famille, ce qui le conduit à s'installer en Autriche. Il réside également à Londres durant une bonne période.
Célibataire jusqu'à l'âge de 44 ans, le prince mène une vie sociale active et fréquente de nombreux mannequins et autres reines de beauté. En 1963, il épouse finalement une jeune Belge de 17 ans du nom de Mireille Dutry. Morganatique, le mariage fait scandale, d'autant qu'il n'a pas été autorisé par le frère aîné de Christian, Ernest-Auguste, chef de la maison de Hanovre.
À la suite de cette union, Ernest-Auguste demande à son frère de prendre la nationalité autrichienne, ce qui l'obligerait à renoncer à ses titres hanovriens. Christian refuse et sollicite pour lui et sa famille le titre de comte von Hoya, ce qu'Ernest-Auguste lui dénie. Le ton montant entre les deux frères, Ernest-Auguste menace d'expulser Christian de la famille de Hanovre et de le priver de ses biens. Progressivement, le mariage divise toute la famille et, tandis que la reine Frederika de Grèce soutient publiquement Christian, ses autres frères rompent avec lui.
Dans ces conditions, le scandale ne tarde pas à faire la Une des journaux ouest-allemands, qui se délectent de l'affaire.
Privé d'une partie de son héritage familial, Christian connaît des ennuis financiers à la suite de mauvais investissements. Devenu père de deux petites filles, il divorce en 1979 et meurt d'une embolie deux ans plus tard, en 1981.